# Dia Internacional da Lembrança do Holocausto

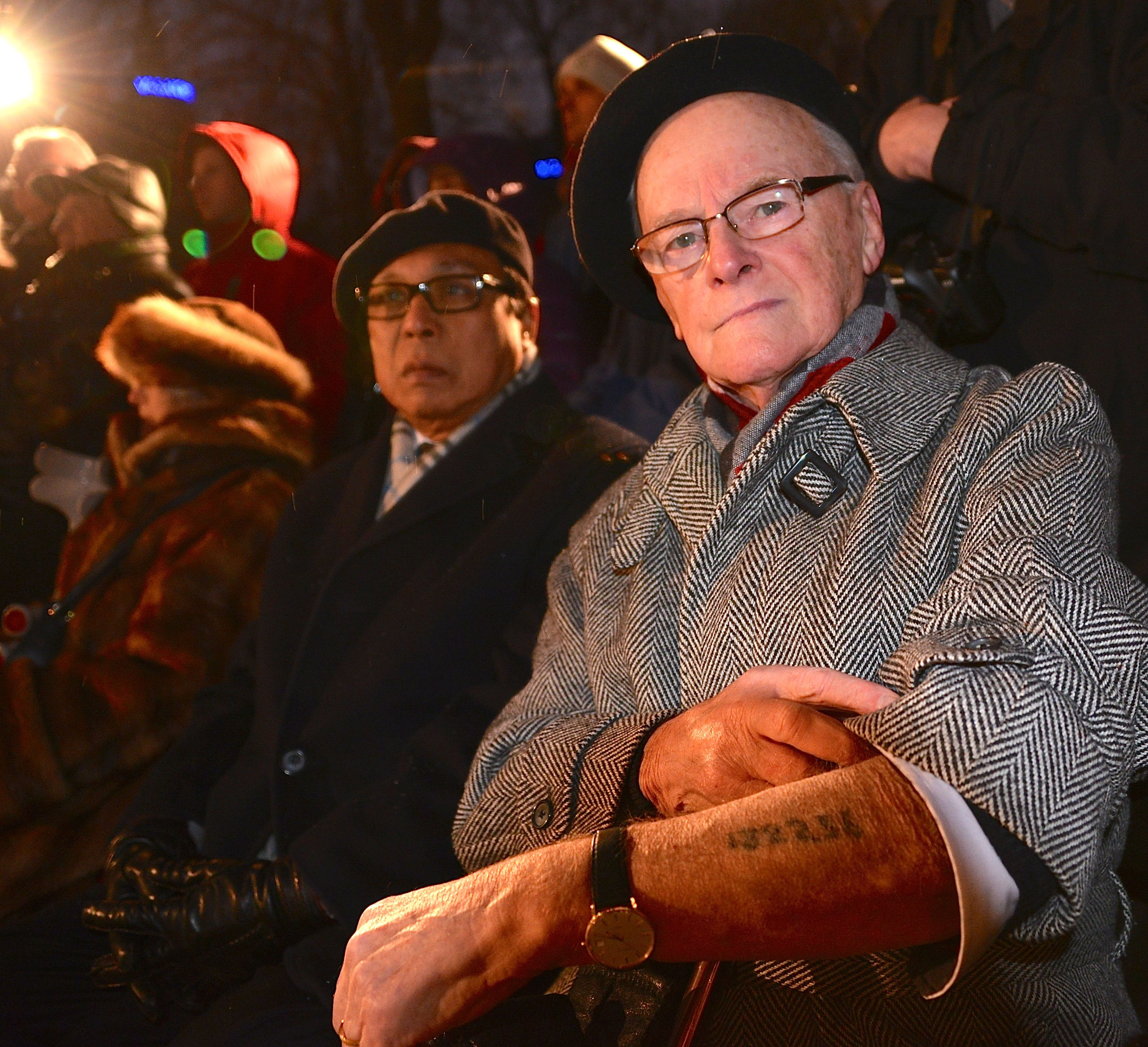
Um sobrevivente do Holocausto mostra a marca no braço da tatuagem do campo de concentração

O Dia Internacional da Lembrança do Holocausto ou Dia Internacional em Memória das Vítimas do Holocausto é um dia internacional da lembrança das vítimas do Holocausto, o genocídio cometido pelos nazistas e seus adeptos que ceifou a vida de milhões de pessoas judias, ciganas, poloneses, homossexuais, pessoas com deficiência, comunistas e outras, durante a II Guerra Mundial. Foi designado ao dia 27 de janeiro, pela resolução 60/7 da Assembleia Geral das Nações Unidas em 1 de novembro de 2005, durante a 42ª sessão plenária desta organização.
A resolução veio após a sessão especial realizada em 24 de janeiro de 2005, durante a qual a Assembleia Geral marcou o 60º aniversário da libertação dos campos de concentração e do fim do Holocausto. 27 de janeiro é a data, em 1945, que marca a liberação do maior campo de extermínio nazista, Auschwitz-Birkenau, pelas tropas soviéticas.
Antes de resolução 60/7, existiam vários dias nacionais de comemoração, como o Dia da Lembrança das Vítimas do Nacional-Socialismo, na Alemanha, criado através de um decreto do presidente Roman Herzog em 3 de janeiro de 1996 e o Dia do Holocausto no Reino Unido, observado desde 2001 em 27 de janeiro. O Dia da Lembrança do Holocausto também é uma data comemorada a nível nacional na Itália.